# Podočnik (film)
Podočnik (grško Κυνόδοντας; translit. Kynodontas) je grški dramski film iz leta 2009, ki ga je režiral Yorgos Lanthimos in zanj napisal tudi scenarij skupaj z Efthymisom Filippoujem. V glavnih vlogah nastopajo Christos Stergioglou, Michelle Valley, Angeliki Papoulia, Mary Tsoni in Christos Passalis. Zgodba prikazuje zakonca, ki svojim otrokom preprečujeta vsak stik z zunanjim svetom.
Film je bil premierno prikazan 18. maja 2009 na Filmskem festivalu v Cannesu, kjer je osvojil nagrado Un Certain Regard in mladinsko nagrado. Kot grški kandidat je bil nominiran za oskarja za najboljši mednarodni celovečerni film na 83. podelitvi. Skupno je prejel po dvajset nagrad in nominacij na svetovnih filmskih festivalih.

## Vloge
- Christos Stergioglou kot oče
- Michelle Valley kot mati
- Angeliki Papoulia kot starejša hči
- Mary Tsoni kot mlajša hči
- Christos Passalis kot sin
- Anna Kalaitzidou kot Christina